# Henryka Krzywonos
Henryka Krystyna Krzywonos-Strycharska, née le 27 mars 1953 à Olsztyn, est une syndicaliste et femme politique polonaise militante ouvrière de l'opposition anti-communiste, signataire de l'Accord de Gdańsk en 1980, députée (Plate-forme civique) à la Diète depuis octobre 2015.

## Biographie
Henryka Krzywonos a commencé sa vie professionnelle de 1973 à 1978 comme conductrice de tramway de l'agglomération de Gdańsk entrant quelque temps aux chantiers navals avant de retourner chez son premier employeur, où elle initie en stoppant son tramway devant l'opéra la grève générale d’août 1980. Elle fait partie du Comité de grève interentreprise (pl) et est élue membre de sa direction.
Le 31 août elle est parmi les signataires de l'Accord de Gdańsk qui légalise le syndicat Solidarność.
Pendant l'état de siège en Pologne, elle est internée par le régime communiste et victime de répression et de violences policières provoquant notamment une fausse-couche et ne peut retrouver de travail, vivant de l'aide de partisans du syndicat, notamment du curé de l'église Sante-Brigitte de Gdańsk (pl) l'abbé Henryk Jankowski.
Après 1989, elle s'occupe avec son mari d'une maison familiale d'enfants et milite pour les droits des femmes, recevant du Congrès des femmes (pl) en 2009 le titre de « Polonaise du XXe siècle » (en polonais : Polka dwudziestolecia).
Elle reçoit plusieurs distinctions et décorations pour les actions menées à l'époque communiste. 
Candidate aux élections générales d'octobre 2015, elle est élue députée à la Diète sous les couleurs de la Plate-forme civique. Elle est réélue en 2019.